# Tomohammus strandi
Tomohammus strandi là một loài bọ cánh cứng trong họ Cerambycidae.